# Abdoul Coulibaly
Abdoul Coulibaly là một cầu thủ bóng đá người Bờ Biển Ngà. Anh tốt nghiệp Đại học Ramkhamhaeng năm 2013.